# Uncinocythere cuadricuspide
Uncinocythere cuadricuspide är en kräftdjursart som först beskrevs av Rioja 1945.  Uncinocythere cuadricuspide ingår i släktet Uncinocythere och familjen Entocytheridae. Inga underarter finns listade i Catalogue of Life.